# 元龜
元龜是日本的年號之一。在永祿之後，天正之前。指1570年到1573年的期間。這個時代的天皇是正親町天皇。室町幕府的將軍是足利義昭。

## 改元
- 足利義昭於1568年入京就任將軍的時候，曾向朝廷奏請將年號改為元龜。但織田信長認為這年號不吉祥而反對改元。正親町天皇最終也沒有接受其改元意見。[2]但足利義昭在1570年4月23日織田信長出征討伐越前朝倉家時，將年號改為元龜。
- 永祿13年4月23日（陽曆1570年5月27日） 戰亂等災異而改元。
- 元龜4年7月28日（陽曆1573年8月25日） 改元為天正。

## 出典
出自『毛詩』的「憬彼淮夷、來獻其琛、元龜象齒犬賂南金」與『文選』的「元龜水處、潛龍蟠於沮澤、應鳴鼓而興雨」。

## 元龜年間要事
- 元年
  - 足利義昭與織田鄰近大名勢力組成第一次信長包圍網。
  - 6月28日（7月30日）：姉川之戰，織田，德川聯軍擊敗了淺井，朝倉聯軍。
  - 8月26日（9月25日）：野田城·福島城之戰開始，觸發了織田軍與一向宗（石山本愿寺）在攝津國長達10年的拉鋸戰。
- 2年
  - 4月：武田信玄率兵攻打吉田城。
  - 9月12日（9月30日）：織田信長火燒比叡山內延曆寺，信長成為了佛敵[3]。
- 3年
  - 秋：武田信玄率大軍上洛。與織田及德川軍交戰。
  - 9月：據《信長公記·卷六》，企圖要統一天下的織田信長，於此月向足利義昭提出的17條之意見書中要求：「元龜年號實為不吉，應行改元，謹呈將軍裁示」。
  - 12月22日（1月25日）：三方原之戰武田信玄大敗德川家康。中斷了織田軍和德川軍之間的支援。[4]。
- 4年
  - 4月：病重的武田信玄在返回甲斐休養途中逝世。
  - 7月：織田信長上洛，將足利義昭驅逐，室町幕府滅亡。

## 出生
- 3年

6月5日（7月14日）：酒井忠世，江戶幕府大老。
- 4年

3月18日（4月19日）：土井利勝，江戶幕府老中、大老。

## 逝世
- 元年

9月20日（10月19日）：森可成，織田氏家臣。
- 2年

6月14日（7月6日）：毛利元就，安藝國大名。
6月23日（7月15日）：島津貴久，薩摩國大名。
10月3日（10月21日）：北條氏康，相模國大名。
- 4年

4月12日（5月13日）：武田信玄，甲斐國大名。
7月16日（8月13日）：篠原長房，三好氏家臣。

## 西元對照表
| 元龜 | 元年   | 2年    | 3年    | 4年    |
| ---- | ------ | ------ | ------ | ------ |
| 西曆 | 1570年 | 1571年 | 1572年 | 1573年 |
| 干支 | 庚午   | 辛未   | 壬申   | 癸酉   |